# 100 Million BC
100 Million BC is een Amerikaanse sciencefictionfilm uit 2008 van The Asylum met Michael Gross en Christopher Atkins. De film werd op 29 juli 2008 als direct-naar-video uitgebracht.

## Verhaal
In 2008 reist een groep Navy SEALs, geleid door de Amerikaanse Dr. Frank Reno (Michael Gross), naar het jaar 70.000.000 voor Christus (ondanks de titel van de film), om een expeditie uit 1949 onder leiding van Reno's broer Erik (Christopher Atkins) te redden. Reno heeft hiervoor de tijdreis technologie die zijn broer gebruikte geperfectioneerd.
Reno's team komt aan in Gondwana op een tijdstip zes jaar nadat het team uit 1949 arriveerde, maar vindt slechts een paar overlevenden. Het SEALs team blijkt slecht uitgerust voor de gevaren van deze prehistorische periode, en wordt gedecimeerd door dinosaurussen en giftige planten.
Zij slagen er echter toch in hun missie tot een goed einde te brengen en weten samen met het team uit 1949 terug te keren naar het heden.
Eenmaal terug in het heden blijkt dat de tijdmachine door slecht functioneren ook een 12 meter hoge Carcharodontosaurus uit de prehistorie naar het heden heeft getransporteerd en deze veroorzaakt een chaos in het centrum van Los Angeles.
Terwijl de beide teams terug naar het heden reizen blijft Reno achter om het portaal te sluiten, maar nadat hij dodelijk gewond raakte door de dinosaurus reist hij naar het jaar 1950. In het heden proberen inmiddels de overlevenden van het team het prehistorische monster te bedwingen.
In 1950 aangekomen ontmoet de gewonde Dr. Reno de jongere versie van zichzelf. De oude Reno leert de jonge Dr. Reno (Dustin Harnish) hoe de tijdreis-technologie werkt, waarna hij sterft. De jonge Dr. Reno verzamelt een team van veteranen van de Koreaanse Oorlog en stuurt ze naar 2008, waar ze proberen om de rest van het oorspronkelijke team te redden van de razende dinosaurus.De jonge Reno gaat vervolgens op zoek naar een manier om de dinosaurus te lokken en met de tijdmachine terug naar zijn eigen tijd te sturen, voordat het beest nogmaals zijn broer van het leven berooft. Uiteindelijk wordt de dinosaurus terug in de tijd gestuurd, waarbij het wordt gematerialisserd in een berg waardoor het sterft. Frank opent daarna een portaal tot 1950 waardoor de overlevenden van het eerste team terug naar huis kunnen. Zijn broer blijft deze keer met zijn vriendin achter om het portaal te sluiten.

## Zie Ook
andere films van The Asylum waarin contact tussen mens en dinosaurus centraal staat:
- Journey To The Center Of The Earth
- The Land That Time Forgot